# Litra M
Den første litra M hos DSB var et damplokomotiv. Sidenhen blev litra M et synonym med et motorlokomotiv.
De små M-maskiner blev indkøbt af de daværende JFJ (Jysk-Fyenske Jernbaner).
Hos DSB blev de hovedsagligt brugt til rangering, men de har også været brugt i lokaltrafikken mellem Århus og Risskov.
| Jernbane | Spire Denne jernbaneartikel er en spire som bør udbygges. Du er velkommen til at hjælpe Wikipedia ved at udvide den. |